# 電磁波方程式
在電磁學裏，電磁波方程式（英語：Electromagnetic wave equation）乃是描述電磁波傳播於介質或真空的二階微分方程式。電磁波的波源是局域化的含時電荷密度和電流密度，假若波源為零，則電磁波方程式約化為二階齊次微分方程式。這方程式的形式，以電場{\displaystyle \mathbf {E} \,\!}和磁場{\displaystyle \mathbf {B} \,\!}來表達為
{\displaystyle \left(\nabla ^{2}-{\frac {1}{{c}^{2}}}{\frac {\partial ^{2}}{\partial t^{2}}}\right)\mathbf {E} \ =\ 0\,\!}、
{\displaystyle \left(\nabla ^{2}-{\frac {1}{{c}^{2}}}{\frac {\partial ^{2}}{\partial t^{2}}}\right)\mathbf {B} \ =\ 0\,\!}；
其中，{\displaystyle \nabla ^{2}\,\!}是拉普拉斯算符，{\displaystyle c\,\!}是電磁波在真空或介質中傳播的速度，{\displaystyle t\,\!}是時間。
由於光波就是電磁波，{\displaystyle c\,\!}也是光波傳播的速度，稱為光速。在真空裏，{\displaystyle c=c_{0}=299,792,458\,\!} ［公尺／秒］，是電磁波傳播於自由空間的速度。

## 歷史
在詹姆斯·麦克斯韦的1864年論文《電磁場的動力學理論》內，麦克斯韦將位移電流與其它已成立的電磁方程式合併，因而得到了描述電磁波的波動方程式。最令人振奮的是，這方程式所描述的波動的波速等於光波的速度。他這樣說
：
這些殊途一致的結果，似乎意味著光波與電磁波都是同樣物質的屬性，並且，光波是按照著電磁定律傳播於電磁場的電磁擾動。
 — 詹姆斯·麦克斯韦

## 理論推導
在真空裏，麦克斯韦方程組的四個微分方程式為
{\displaystyle \nabla \cdot \mathbf {E} =0\,\!}、(1)
{\displaystyle \nabla \times \mathbf {E} =-{\frac {\partial \mathbf {B} }{\partial t}}\,\!}、(2)
{\displaystyle \nabla \cdot \mathbf {B} =0\,\!}、(3)
{\displaystyle \nabla \times \mathbf {B} =\mu _{0}\varepsilon _{0}{\frac {\partial \mathbf {E} }{\partial t}}\,\!}；(4)
其中，{\displaystyle \mu _{0}\,\!}是真空磁導率，{\displaystyle \varepsilon _{0}\,\!}是真空電容率。
分別取公式(2)、(4)的旋度，
{\displaystyle \nabla \times (\nabla \times \mathbf {E} )=-{\frac {\partial }{\partial t}}(\nabla \times \mathbf {B} )=-\mu _{0}\varepsilon _{0}{\frac {\partial ^{2}\mathbf {E} }{\partial t^{2}}}\,\!}、
{\displaystyle \nabla \times (\nabla \times \mathbf {B} )=\mu _{0}\varepsilon _{0}{\frac {\partial }{\partial t}}(\nabla \times \mathbf {E} )=-\mu _{o}\varepsilon _{o}{\frac {\partial ^{2}\mathbf {B} }{\partial t^{2}}}\,\!}。
應用一則向量恆等式（這裏，{\displaystyle \nabla ^{2}\mathbf {V} }應被理解爲對V的每個分量取拉普拉斯算子，卽拉普拉斯–德拉姆算子）
{\displaystyle \nabla \times \left(\nabla \times \mathbf {V} \right)=\nabla \left(\nabla \cdot \mathbf {V} \right)-\nabla ^{2}\mathbf {V} \,\!}；
其中，{\displaystyle \mathbf {V} \,\!}是任意向量函數。
將公式(1)、(3)代入，即可得到亥姆霍茲方程形式的波動方程式：
{\displaystyle \left(\nabla ^{2}-{\frac {1}{{c}^{2}}}{\frac {\partial ^{2}}{\partial t^{2}}}\right)\mathbf {E} \ =\ 0\,\!}、(5)
{\displaystyle \left(\nabla ^{2}-{\frac {1}{{c}^{2}}}{\frac {\partial ^{2}}{\partial t^{2}}}\right)\mathbf {B} \ =\ 0\,\!}；(6)
其中，{\displaystyle c=c_{0}={1 \over {\sqrt {\mu _{0}\varepsilon _{0}}}}=2.99792458\times 10^{8}\,\!} ［公尺／秒］是電磁波傳播於自由空間的速度。

## 齊次的波動方程式的協變形式
電磁四維勢{\displaystyle A^{\mu }\,\!}是由電勢{\displaystyle \phi \,\!}與矢量勢{\displaystyle \mathbf {A} \,\!}共同形成的，定義為
{\displaystyle A^{\mu }\ {\stackrel {def}{=}}\ (\phi /c,\,\mathbf {A} )\,\!}。
採用勞侖次規範：
{\displaystyle {\frac {\partial A^{\mu }}{\partial x^{\mu }}}=0\,\!}。
前述那些齊次的波動方程式(5)、(6)，可以按照反變形式寫為
{\displaystyle \ \Box A^{\mu }=0\,\!}；
其中，{\displaystyle \Box =\partial ^{\nu }\partial _{\nu }={\frac {\partial ^{2}}{\partial x_{\nu }\partial x^{\nu }}}={\frac {1}{{c}^{2}}}{\partial ^{2} \over \partial t^{2}}-\nabla ^{2}\,\!}是達朗貝爾算子，又稱為四維拉普拉斯算子。

## 彎曲時空中的齊次的波動方程式
齊次的电磁波方程式在弯曲时空中需要做两处修正，分别是將偏导数替换为协变导数，以及增加了一项有关时空曲率的项。假设洛伦茨规范在弯曲时空中的推广为
{\displaystyle {A^{\mu }}_{;\mu }\ {\stackrel {def}{=}}\ {\frac {\partial A^{\mu }}{\partial x^{\mu }}}=0\,\!}。
那麼，彎曲時空中的齊次的波動方程式為
{\displaystyle -{A^{\alpha ;\beta }}_{\beta }+{R^{\alpha }}_{\beta }A^{\beta }=0\,\!}；
其中，{\displaystyle {R^{\alpha }}_{\beta }\,\!}是里奇曲率张量。

## 非齊次的電磁波方程式
追根究底，局域化的含時電荷密度和電流密度是電磁波的波源。在有波源的情形下，馬克士威方程組可以寫成一個非齊次的電磁波方程式的形式。正是因為波源的存在，使得偏微分方程式變為非齊次。

## 波動方程式的解
在齊次的電磁波方程式中，電場和磁場的每一個分量都滿足純量波動方程式
{\displaystyle {\frac {1}{{c}^{2}}}{\partial ^{2}f \over \partial t^{2}}-\nabla ^{2}f\ =\ 0\,\!}；(7)
其中，{\displaystyle f\,\!}是任意良態函數，
純量波動方程式的一般解的形式為
{\displaystyle f(\mathbf {r} ,t)=g(\mathbf {k} \cdot \mathbf {r} -\omega t)\,\!}；
其中，{\displaystyle g(\mathbf {k} \cdot \mathbf {r} -\omega t)\,\!}是任意良態函數，{\displaystyle \mathbf {r} \,\!}是位置向量，{\displaystyle t\,\!}是時間，{\displaystyle \mathbf {k} \,\!}是波向量，{\displaystyle \omega \,\!}是角頻率。
函數{\displaystyle g(\mathbf {k} \cdot \mathbf {r} -\omega t)\,\!}描述一個波動，隨著時間的演化，朝著{\displaystyle \mathbf {k} \,\!}的方向傳播於空間。將函數{\displaystyle g(\mathbf {k} \cdot \mathbf {r} -\omega t)\,\!}代入純量波動方程式(7)，可得到角頻率與波數的色散關係：
{\displaystyle \omega ^{2}=c^{2}k^{2}\,\!}，
或者，角頻率一定大於零，但波數可以是負值：
{\displaystyle \omega =c|k|\,\!}。

### 正弦波
假設，函數{\displaystyle g\,\!}的波形為正弦波：
{\displaystyle f=f_{0}\cos(\mathbf {k} \cdot \mathbf {r} -\omega t+\phi _{0})\,\!}；
其中，{\displaystyle {f}_{0}\,\!}是實值波幅，{\displaystyle \phi _{0}\,\!}是初相位。
根據歐拉公式，
{\displaystyle e^{i\theta }=\cos \theta +i\sin \theta \,\!}，
函數{\displaystyle f\,\!}也可以表達為一個複數的實值部分
{\displaystyle f=\operatorname {Re} \{f_{0}e^{i(\mathbf {k} \cdot \mathbf {r} -\omega t+\phi _{0})}\}\,\!}。

正弦函數和餘弦函數的曲線是不同相位的正弦曲線。

以上方加有波浪號的符號來標記複值變數。設定複值函數{\displaystyle {\tilde {f}}\,\!}為
{\displaystyle {\tilde {f}}=f_{0}e^{i(\mathbf {k} \cdot \mathbf {r} -\omega t+\phi _{0})}={\tilde {f}}_{0}e^{i(\mathbf {k} \cdot \mathbf {r} -\omega t)}\,\!}；
其中，{\displaystyle {\tilde {f}}_{0}=f_{0}e^{i\phi _{0}}\,\!}是複值波幅。
那麼，
{\displaystyle f=\operatorname {Re} \{{\tilde {f}}\}\,\!}；
純量波動方程式的正弦波解的形式為{\displaystyle {\tilde {f}}\,\!}的實值部分。任意涉及實函數{\displaystyle f\,\!}的線性方程式，都可以用複函數{\displaystyle {\tilde {f}}\,\!}來代替{\displaystyle f\,\!}。最後得到的複值答案，只要取實值部分，就可以得到描述實際物理的答案。但是，當遇到非線性方程式，必須先轉換為實值函數，才能夠確保答案的正確性。
由於指數函數比三角函數容易計算，在很多場合，都可以使用這技巧。

### 線性疊加
任意波動{\displaystyle f(\mathbf {r} ,t)\,\!}可以表達為一個無限集合的不同頻率的正弦波的線性疊加：
{\displaystyle f(\mathbf {r} ,t)=\int _{0}^{\infty }{\tilde {f}}_{0}(\mathbf {r} ,\omega )e^{-i\omega t}\ d\omega \,\!}。
所以，只要能得知單獨頻率的波動{\displaystyle {\tilde {f}}_{0}(\mathbf {r} ,\omega )\,\!}（單色波）的表達式，就可以求算整個波動{\displaystyle f(\mathbf {r} ,t)\,\!}的表達式。

## 齊次的電磁波方程式的解

### 單色正弦平面波的解

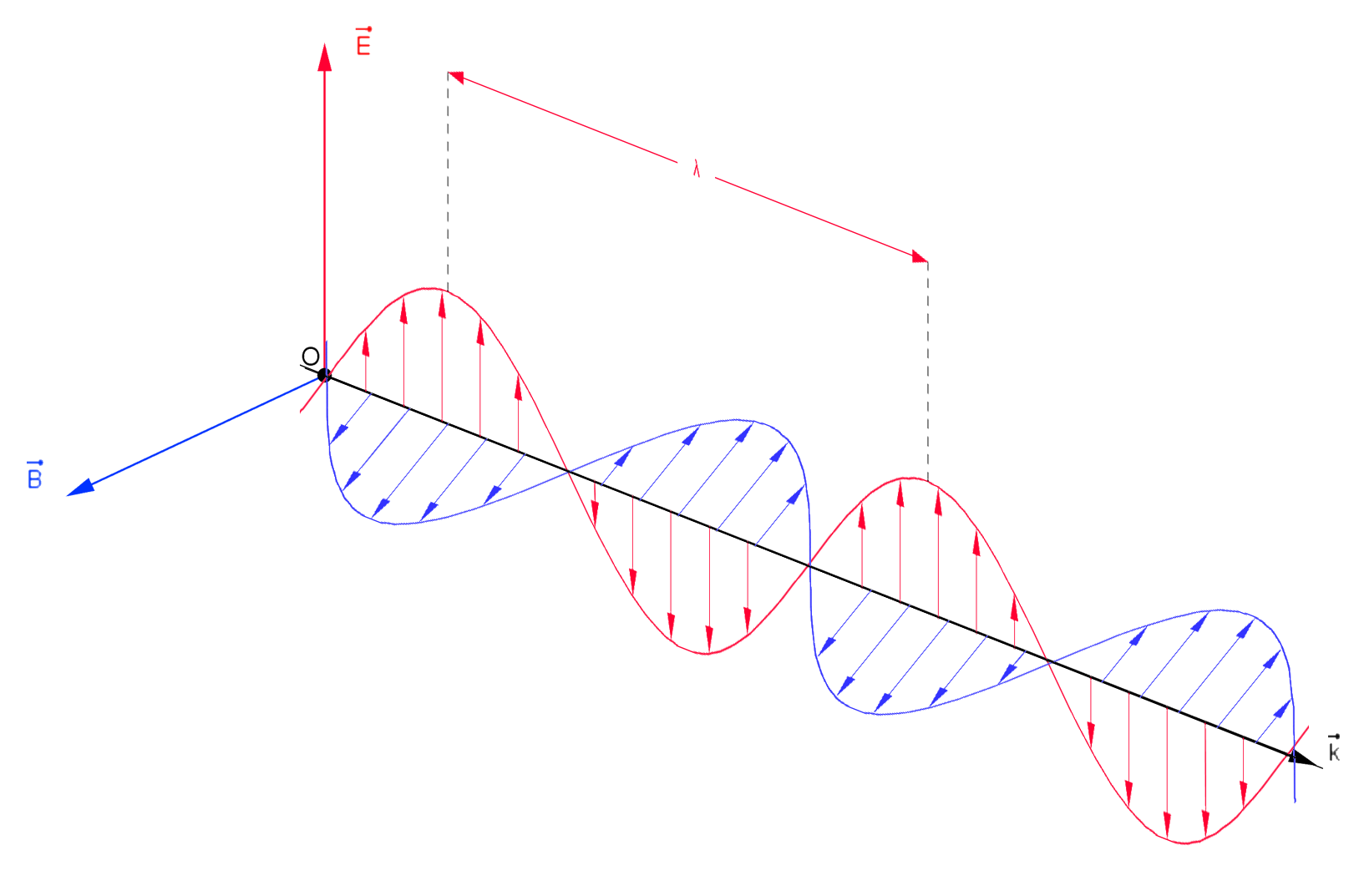
電磁波是橫波，電場方向與磁場方向相互垂直，又都垂直於傳播方向。

從前面的分析，可以猜到齊次的電磁波方程式的單色正弦平面波的解為：
{\displaystyle {\tilde {\mathbf {E} }}(\mathbf {r} ,t)={\tilde {\mathbf {E} }}_{0}e^{i(\mathbf {k} \cdot \mathbf {r} -\omega t)}\,\!}、
{\displaystyle {\tilde {\mathbf {B} }}(\mathbf {r} ,t)={\tilde {\mathbf {B} }}_{0}e^{i(\mathbf {k} \cdot \mathbf {r} -\omega t)}\,\!}；
其中，{\displaystyle {\tilde {\mathbf {E} }}_{0}\,\!}、{\displaystyle {\tilde {\mathbf {B} }}_{0}\,\!}分別為複值電場{\displaystyle {\tilde {\mathbf {E} }}}和複值磁場{\displaystyle {\tilde {\mathbf {B} }}}的複常數振幅向量。
這兩個方程式顯示出正弦平面波的傳播方向是{\displaystyle \mathbf {k} \,\!}的方向。由於方程式(1)和(3)，
{\displaystyle \mathbf {k} \cdot {\tilde {\mathbf {E} }}(\mathbf {r} ,t)=\mathbf {k} \cdot {\tilde {\mathbf {E} }}_{0}=0\,\!}、
{\displaystyle \mathbf {k} \cdot {\tilde {\mathbf {E} }}(\mathbf {r} ,t)=\mathbf {k} \cdot {\tilde {\mathbf {B} }}_{0}=0\,\!}，
電場和磁場垂直於波向量，波動傳播的方向。所以，電磁波是橫波。
由於法拉第電磁感應定律方程式(2)，
{\displaystyle \nabla \times {\tilde {\mathbf {E} }}=\left(\nabla e^{i(\mathbf {k} \cdot \mathbf {r} -\omega t)}\right)\times {\tilde {\mathbf {E} }}_{0}=i\mathbf {k} \times {\tilde {\mathbf {E} }}=-{\frac {\partial {\tilde {\mathbf {B} }}}{\partial t}}=i\omega {\tilde {\mathbf {B} }}\,\!}。
將角頻率與波數的色散關係式{\displaystyle \omega =ck\,\!}帶入：
{\displaystyle {\tilde {\mathbf {B} }}={\frac {\mathbf {k} }{\omega }}\times {\tilde {\mathbf {E} }}={\frac {1}{c}}{\hat {\mathbf {k} }}\times {\tilde {\mathbf {E} }}\,\!}。
所以，電場與磁場相互垂直於對方；磁場的大小等於電場的大小除以光速。

### 電磁波譜分解

電磁波譜顯示出不同種類的電磁波的頻率值域和波長值域。可見光譜只佔有寬廣的電磁波譜的一小部分。

由於馬克士威方程組在真空裡的線性性質，其解答可以分解為一集合的正弦波。將這集合的正弦波的疊加在一起，又可以形成原本的解答。這是傅立葉變換方法解析微分方程式的基礎概念。電磁波方程式的正弦波解的形式為
{\displaystyle \mathbf {E} (\mathbf {r} ,t)=\mathbf {E} _{0}\cos(\omega t-\mathbf {k} \cdot \mathbf {r} +\phi _{0})\,\!}、
{\displaystyle \mathbf {B} (\mathbf {r} ,t)=\mathbf {B} _{0}\cos(\omega t-\mathbf {k} \cdot \mathbf {r} +\phi _{0})\,\!}。
波向量與角頻率的關係為
{\displaystyle k=|\mathbf {k} |={\omega  \over c}={2\pi  \over \lambda }\,\!}；
其中，{\displaystyle \lambda \,\!}是波長。
按照波長長短，從長波開始，電磁波可以分類為電能、無線電波、微波、紅外線、可見光、紫外線、X-射線和伽馬射線等等。普通實驗使用的光譜儀就足以分析從2  奈米到2500 奈米波長的電磁波。使用這種儀器，可以得知物體、氣體或甚至恆星的詳細物理性質。這是天文物理學的必備儀器。例如，氫原子會發射波長為21.12公分的無線電波。

### 圓柱對稱性解

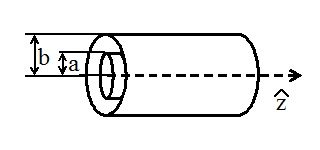
原柱對稱形共軸傳輸線

如圖右，思考一條由半徑為{\displaystyle a\,\!}的無窮長的直導線，和半徑為{\displaystyle b\,\!}的無窮長的圓柱導電管，所組成的共軸傳輸線。假設這傳輸線與z-軸平行。由於共軸傳輸線的內部有一條直導線，不是空心的，它可以傳輸{\displaystyle E_{z}=0\,\!}和{\displaystyle B_{z}=0\,\!}的電磁橫波，採用圓柱坐標{\displaystyle (s,\phi ,z)\,\!}，在傳輸線的內部空間，電場和磁場分別為
{\displaystyle {\mathbf {E} }(\mathbf {r} ,t)={\frac {{\mathbf {E} }_{0}}{s}}\cos(kz-\omega t){\hat {s}}\,\!}、
{\displaystyle {\mathbf {B} }(\mathbf {r} ,t)={\frac {\mathbf {E} _{0}}{cs}}\cos(kz-\omega t){\hat {\phi }}\,\!}。
這一組方程式顯示出電磁波方程式的圓柱對稱性解的一種形式。

### 球對稱性解
思考一個位於原點的振盪中的磁偶極矩{\displaystyle m=m_{0}\cos(\omega t)\,\!}。這磁偶極矩會發射出電磁波，從原點往無窮遠輻射出去。採用球坐標{\displaystyle (r,\theta ,\phi )\,\!}，則在離原點很遠的位置{\displaystyle \mathbf {r} \,\!}，電場和磁場分別為
{\displaystyle {\mathbf {E} }(\mathbf {r} ,t)={\frac {\mathbf {E} _{0}\sin \theta }{r}}\left[\cos(kr-\omega t)-{\frac {1}{kr}}[\sin(kr-\omega t)\right]{\hat {\phi }}\,\!}、
{\displaystyle {\mathbf {B} }(\mathbf {r} ,t)=-{\frac {\mathbf {E} _{0}\sin \theta }{cr}}\left[\cos(kr-\omega t)-{\frac {1}{kr}}[\sin(kr-\omega t)\right]{\hat {\theta }}\,\!}。
這是一組滿足電磁波方程式的球面波方程式。

## 參閱

### 理論與實驗
| - 電磁模型 - 電磁輻射 - 電磁場的數學表述 - 偏導 - 光學 | - 推遲勢 - 傑斐緬柯方程式 - 相對論 - 量子電動力學 - 雙縫實驗中光子的動力學 |

### 應用領域
| - 彩虹 - 宇宙微波背景輻射 - 雷射 - 核融合 - X-射線 - 雷達 | - 天線 - 光子學 - 微波爐 - 全像攝影 - 顯微鏡 - 望遠鏡 |